# Mark Landin
Mark Landin är en kommun i Landkreis Uckermark i förbundslandet Brandenburg i Tyskland. 
Kommunen bildades den 31 december 2001 genom en sammanslagning av de tidigare kommunerna Grünow, Landin och Schönermark.
Kommunen ingår i kommunalförbundet Amt Oder-Welse tillsammans med kommunerna Berkholz-Meyenburg, Passow, Pinnow (amtssäte) och Schöneberg.